# Poecilosomella arnaudi
Poecilosomella arnaudi är en tvåvingeart som beskrevs av Papp 1990. Poecilosomella arnaudi ingår i släktet Poecilosomella och familjen hoppflugor.
Artens utbredningsområde är Kongo. Inga underarter finns listade i Catalogue of Life.